# Scrapter amplitarsus
Scrapter amplitarsus là một loài Hymenoptera trong họ Colletidae. Loài này được Eardley mô tả khoa học năm 1996.